# Desmia bajulalis
Desmia bajulalis là một loài bướm đêm trong họ Crambidae.